# NGC 159
NGC 159 è una galassia lenticolare situata nella costellazione della Fenice.

## Descrizione
Al momento della scoperta venne descritta come "molto debole, piuttosto piccola, rotondeggiante, gradualmente più brillante al centro, con tre stelle a est".

## Scoperta
NGC 159 è stata scoperta il 28 ottobre 1834 dall'astronomo britannico John Herschel.